# Aníbal Teófilo
Aníbal Teófilo da Silva (Humaitá, Paraguai, 21 de julho de 1873 — Rio de Janeiro, 19 de julho de 1915) foi um militar, político e poeta brasileiro.
Após o término da Guerra do Paraguai em 1870, seu pai, um oficial gaúcho do Exército Brasileiro, servia naquele país e ali residia com a esposa quando o bebê Aníbal nasceu no ano de 1873.
Aníbal era casado com Liberalina Sales da Silva, com quem teve uma filha chamada Elisa. Oficial do exército serviu na Amazônia entre 1903 e 1912, onde chegou já como poeta consagrado. Retornou ao Rio de Janeiro, onde foi encarregado da administração do Teatro Municipal de São Paulo.
Em junho de 1915, já Deputado federal, foi assassinado por questões pessoais pelo escritor Gilberto Amado, também deputado, no salão nobre do Jornal do Commercio no Rio; recolhido à Brigada Policial, Gilberto ficou à disposição da justiça, sendo absolvido tempos depois. A motivação do crime foi em virtude de desavenças por causa das críticas jornalísticas de Gilberto à amigos escritores. O julgamento do Júri foi presidido pelo Juiz Manuel da Costa Ribeiro, que também presidiu o Júri que julgou Dilermando de Assis, que matou o escritor Euclides da Cunha.
É patrono de uma das cadeiras da Academia Rio-Grandense de Letras e da Academia Amazonense de Letras. Seu único livro publicado é Rimas, de 1911.
Uma história curiosa sobre ele diz que, no seu enterro, cumprindo sua última vontade, seus amigos - incluindo entre estes o poeta Olavo Bilac - encharcaram seu cadáver com litros de um perfume francês bastante popular na época, chamado Idèal de Hubricant, antes de sepultá-lo.[carece de fontes?]